# Diego Camargo (ciclista)
Diego Andrés Camargo Pineda (Tuta, Boyacá, 3 de mayo de 1998) es un ciclista profesional colombiano. Desde 2025 corre para el equipo colombiano Team Medellín-EPM de categoría Continental.

## Trayectoria
Inició su vida ciclística en el año 2015 con carreras de ciclomontañismo celebrada en su municipio natal Tuta situado en el centro de la cantera inagotable de talentos del departamento de Boyacá, donde fue avistado por su gran mentor Ricardo Mesa, quien desde ese preciso instante se enfocó en guiarlo y acompañarlo, convirtiéndose en su entrenador y ante todo su amigo. Finalizando el año 2015 y luego de una gran insistencia por parte de su entrenador, quien veía gran proyección en el joven escalador que exhibe un inmejorable potencial en los ejercicios de contrarreloj, Diego se vinculó al Club Evolución Tutense, donde dio sus primeros pedalazos en la temporada nacional. Sus primeras actuaciones fueron en la Vuelta de la Juventud en 2017, donde fue séptimo en los exigentes finales en el Alto de Letras y Palermo. Dicha participación le representaron un lugar en el desaparecido equipo Coldeportes Zenú en una formación integral de ciclistas en las categoría sub-23 para las temporadas 2018 y 2019, donde consiguió importantes logros como el título de la Vuelta a Boyacá 2019, luego de brillar con luz propia en una exigente cronoescalada y mantener su liderato en la jornada final en la ciudad de Tunja.
Sus buenos resultados le aseguraron para el 2020 un puesto en el equipo Colombia Tierra de Atletas-GW iniciando con un impresionante Top 20 en la general de la Vuelta a San Juan del mismo año, más adelante participa en diferentes carreras en Europa con el equipo, pero después de regresar al país el ciclista boyacense hace historia, convirtiéndose en el tercer ciclista en la historia del ciclismo colombiano en ganar en un mismo año la Vuelta a Colombia y la Vuelta de la Juventud, después de Rafael Antonio Niño en 1970 y Oliverio Rincón en 1989.

## Palmarés
2019
- Vuelta a Boyacá, más 1 etapa

2020
- Vuelta de la Juventud de Colombia
- Vuelta a Colombia

2021
- 2.º en el Campeonato de Colombia Contrarreloj

2022
- 3.º en el Campeonato de Colombia Contrarreloj

2024
- 2.° en la Vuelta a Colombia

2025
- 2.º en el Campeonato de Colombia en Ruta
- Tour de Beauce, más 1 etapa
- 2.° en la Vuelta a Colombia, más 2 etapas

## Resultados en Grandes Vueltas
| Carrera | Carrera         | 2018 | 2019 | 2020 | 2021 | 2022 | 2023 | 2024 | 2025 |
| ------- | --------------- | ---- | ---- | ---- | ---- | ---- | ---- | ---- | ---- |
|         | Giro de Italia  | —    | —    | —    | —    | 79.º | —    | —    | —    |
|         | Tour de Francia | —    | —    | —    | —    | —    | —    | —    | —    |
|         | Vuelta a España | —    | —    | —    | 53.º | —    | 84.º | —    | —    |

—: no participa
Ab.: abandono

## Equipos
- Coldeportes Zenú (2018-2019)
- Colombia Tierra de Atletas-GW (2020)
- EF Education First[6] (2021-2023)
  - EF Education-NIPPO (2021)
  - EF Education-EasyPost (2022-2023)
- Petrolike (2024)
- Team Medellín-EPM (2025-)